# Mario Benazzi
Mario Benazzi (Cento, 29 agosto 1902 – Pisa, 6 dicembre 1997) è stato uno zoologo italiano.

## Biografia
Docente all'Istituto di Zoologia e Anatomia Comparata dell'Università di Pisa, ha pubblicato lavori sui platelminti e sulla citogenetica evolutiva. Nel 1971 è stato eletto membro nazionale dell'Accademia dei Lincei.
In onore di Benazzi è stato assegnato ad un policheta il nome Diurodrilus benazzii e ad un copepoda il nome Colobomatus benazzii.